# COBISS
COBISS (viết tắt của Co-operative Online Bibliographic System and Services) là một mô hình tổ chức kết nối các thư viện vào hệ thống thông tin thư viện quốc gia với việc sử dụng chung dịch vụ thư mục cataloguing, cơ sở dữ liệu danh mục COBIB của liên minh và các cơ sở dữ liệu danh mục cục bộ của các thư viện tham gia, cơ sở dữ liệu COLIB về các thư viện, cơ sở dữ liệu CONOR về tên chính thức, và nhiều chức năng khác.

## Lịch sử
Vào năm 1987, hệ thống cataloguing chia sẻ đã được Hiệp hội Thư viện Quốc gia xưa kia của Liên bang Nam Tư áp dụng như một nền tảng chung cho hệ thống thông tin thư viện và hệ thống thông tin khoa học và công nghệ của Nam Tư. Vào năm 1991, IZUM (Viện Thông tin khoa học và công nghệ) đã chào mời COBISS như một bản nâng cấp của hệ thống cataloguing chia sẻ. Khi đó, từ viết tắt tương tự cũng bắt đầu được sử dụng cho phần mềm liên quan. Do sự tan rã của quốc gia Nam Tư, các thư viện ngoài Slovenia đã rời khỏi thành viên trong hệ thống cataloguing chia sẻ, tuy nhiên gần như tất cả sau đó dần dần tiếp tục hợp tác với IZUM và hiện đang xây dựng các hệ thống thông tin tự chủ của riêng họ dựa trên nền tảng COBISS với việc cataloguing chia sẻ trong mạng lưới COBISS.net. Thỏa thuận về việc thành lập mạng lưới COBISS.net và trao đổi miễn phí hồ sơ thư mục giữa các hệ thống thông tin thư viện tự chủ của Bosnia và Herzegovina, Montenegro, Bắc Macedonia, Slovenia và Serbia, đã được ký kết vào năm 2003. Năm 2006, thỏa thuận trên đã cũng được ký kết bởi Thư viện Quốc gia Bulgaria.